# Гертвиллер
Гертвиллер (фр. Gertwiller) — коммуна на северо-востоке Франции в регионе Гранд-Эст (бывший Эльзас — Шампань — Арденны — Лотарингия), департамент Нижний Рейн, округ Селеста-Эрстен, кантон Оберне. До марта 2015 года коммуна административно входила в состав упразднённого кантона Барр (округ Селеста-Эрстен).

## Географическое положение
Коммуна расположена на расстоянии около 380 км на восток от Парижа и в 29 км юго-западнее Страсбура.
Площадь коммуны — 4,89 км², население — 897 человек (2006) с тенденцией к росту: 1296 человек (2013), плотность населения — 265,0 чел/км².

## Население
Население коммуны в 2011 году составляло 1110 человек, в 2012 году — 1195 человек, а в 2013-м — 1296 человек.
| 1962 | 1968 | 1975 | 1982 | 1990 | 1999 | 2006 | 2008 | 2011 | 2012 | 2013 |
| ---- | ---- | ---- | ---- | ---- | ---- | ---- | ---- | ---- | ---- | ---- |
| 674  | 730  | 832  | 793  | 774  | 868  | 897  | 898  | 1110 | 1195 | 1296 |

Динамика населения:

## Экономика
В 2010 году из 674 человек трудоспособного возраста (от 15 до 64 лет) 537 были экономически активными, 137 — неактивными (показатель активности 79,7 %, в 1999 году — 71,8 %). Из 537 активных трудоспособных жителей работали 497 человек (253 мужчины и 244 женщины), 40 числились безработными (22 мужчины и 18 женщин). Среди 137 трудоспособных неактивных граждан 51 были учениками либо студентами, 52 — пенсионерами, а ещё 34 — были неактивны в силу других причин.

## Достопримечательности (фотогалерея)
- Музей
- Экспозиция музея
- Макет
- Церковь
- Колокольня
- Портал